# Semaeopus plerta
Semaeopus plerta är en fjärilsart som beskrevs av William Schaus 1901. Semaeopus plerta ingår i släktet Semaeopus och familjen mätare. Inga underarter finns listade i Catalogue of Life.